# Minzier
Minzier est une commune française située dans le département de la Haute-Savoie, en région Auvergne-Rhône-Alpes.

## Géographie

### Localisation
Situé à l'extrême sud-ouest du bassin genevois, le village de Minzier est situé au pied de la montagne de Sion au nord et du Vuache au nord-ouest ; la commune est tournée vers le bassin de Genève et Saint-Julien-en-Genevois. Néanmoins, son relatif éloignement des voies de circulation ne lui a pas permis de connaître le même essor démographique lié aux frontaliers que ses voisines.

### Voies de communication et transports
La commune est située à 27 km au nord-ouest d'Annecy et à 8 km au nord-est de Frangy.
Elle est desservie par :
- la RN 508 section Annecy - Bellegarde-sur-Valserine, par la RD 123 (Annecy) et par la RD 992 (Frangy) ;
- l'autoroute A40, sortie « Saint-Julien-en-Genevois » (12 km) ;
- le TGV ou TER dans les gares de Genève (22 km), Bellegarde-sur-Valserine (24 km) et Annecy (27 km) ;
- l'aéroport international de Genève-Cointrin (22 km) ou l'aéroport régional d'Annecy (26 km).

## Urbanisme

### Typologie
Au 1er janvier 2024, Minzier est catégorisée commune rurale à habitat dispersé, selon la nouvelle grille communale de densité à sept niveaux définie par l'Insee en 2022.
Elle est située hors unité urbaine. Par ailleurs la commune fait partie de l'aire d'attraction de Genève - Annemasse (partie française), dont elle est une commune de la couronne,. Cette aire, qui regroupe 158 communes, est catégorisée dans les aires de 700 000 habitants ou plus (hors Paris),.

### Occupation des sols
L'occupation des sols de la commune, telle qu'elle ressort de la base de données européenne d’occupation biophysique des sols Corine Land Cover (CLC), est marquée par l'importance des territoires agricoles (80 % en 2018), en augmentation par rapport à 1990 (76,3 %). La répartition détaillée en 2018 est la suivante : 
terres arables (38,5 %), zones agricoles hétérogènes (25,6 %), forêts (17,1 %), prairies (15,9 %), zones urbanisées (2,9 %).
L'IGN met par ailleurs à disposition un outil en ligne permettant de comparer l’évolution dans le temps de l’occupation des sols de la commune (ou de territoires à des échelles différentes). Plusieurs époques sont accessibles sous forme de cartes ou photos aériennes : la carte de Cassini (XVIIIe siècle), la carte d'état-major (1820-1866) et la période actuelle (1950 à aujourd'hui).

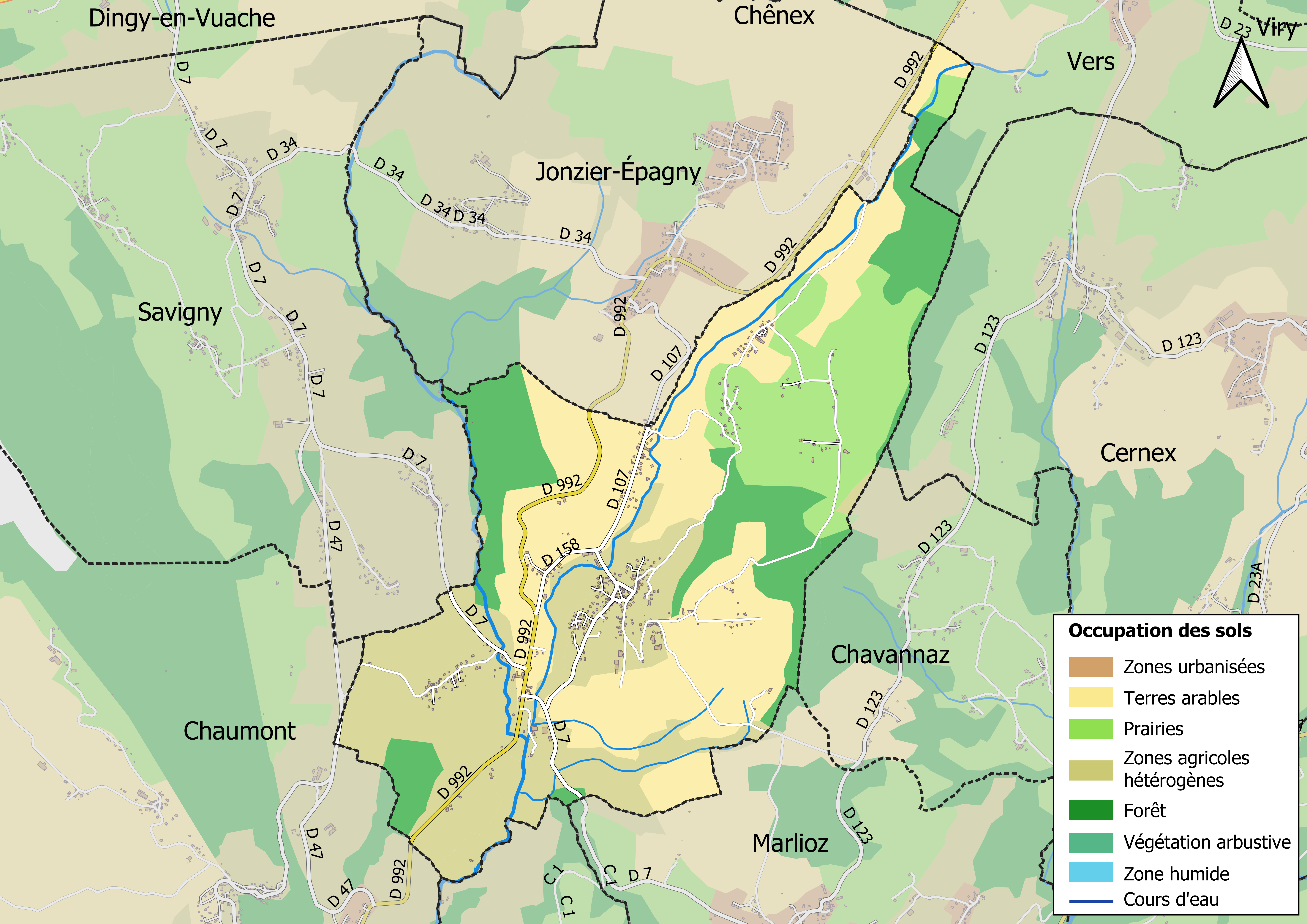
Carte des infrastructures et de l'occupation des sols en 2018 (CLC) de la commune.
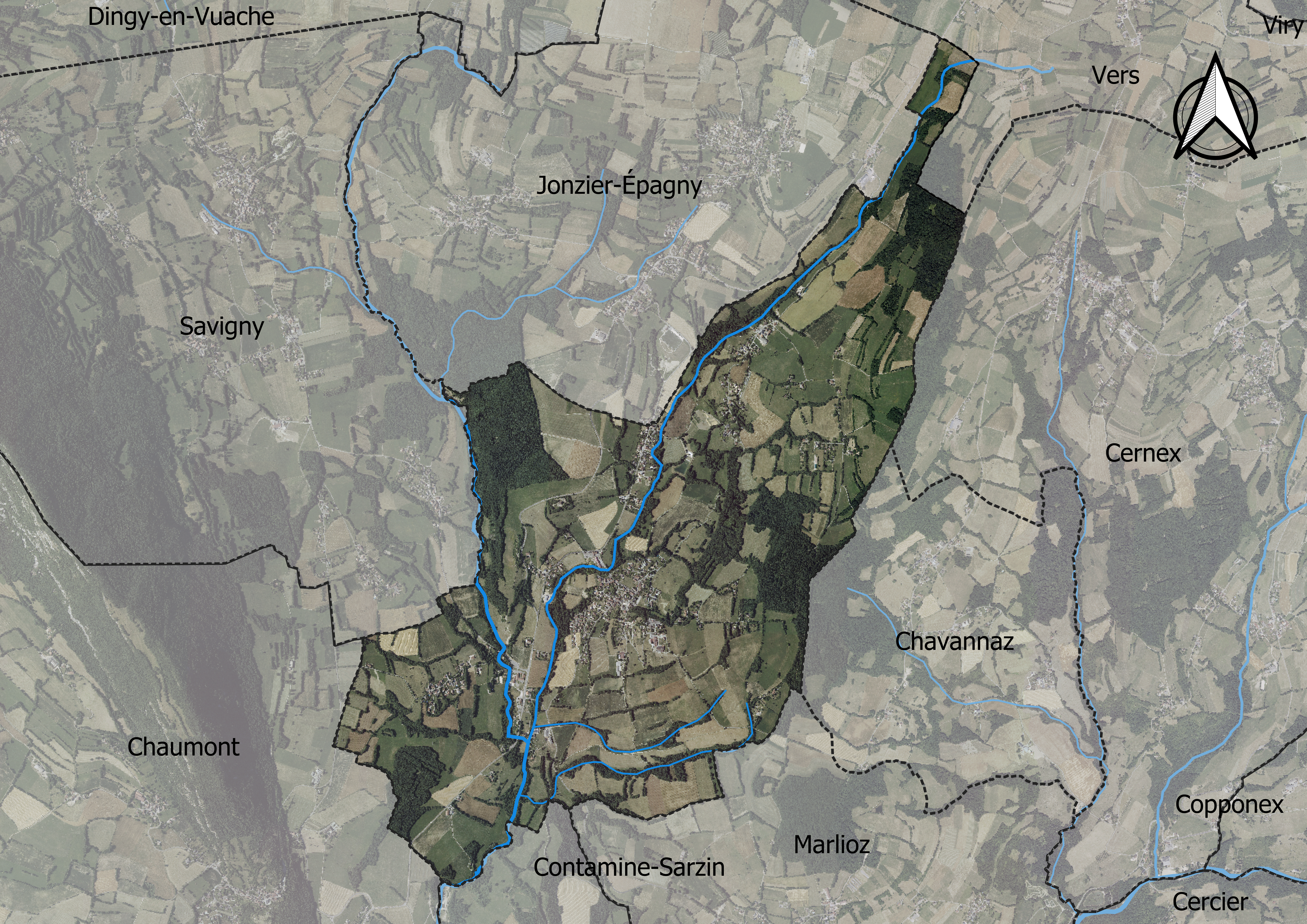
Carte orthophotogrammétrique de la commune.

## Toponymie
En francoprovençal, le nom de la commune s'écrit Minzî (graphie de Conflans) ou Minziér (ORB).

## Histoire
Au Moyen Âge, le territoire de la commune relevait de la seigneurie de Novéry. En son centre se dressait la maison forte de Novéry. Sa prise par le comte de Genève au XIIIe siècle est la première mention du village éponyme.
Très faiblement peuplée (environ 120 personnes en 1605, 330 en 1783 et 643 en 1872) la commune est essentiellement agricole. Minzier fut jadis proche d'un pèlerinage qui tomba en désuétude.
Comme les treize communes du canton de Saint-Julien, Minzier fut favorable à l'annexion à la Suisse en 1860, suivant l'idée d'un traité soutenu par l'Angleterre. Cette solution récusée, un vote favorable au « oui » a lieu en 1860 mais en incluant l'idée de zone franche permettant des échanges commerciaux avec la Suisse toute proche.
Cette franchise de douane pour les produits des environs français de Genève permet le développement de l'agriculture, avec la création en 1887 de la fruitière de Minzier-Novery aujourd'hui devenue la Société coopérative agricole laitière du Vuache, qui fabrique de l'emmental. La zone  fiscale douanière fut révoquée en I923 puis reconduite a minima en I932.
L'église est reconstruite en 1894-1896. Par contre la  mairie séparant l'école laïque (la classe de filles et une classe de garçons séparée par le bureau du maire) fut longtemps laissée en état d'insalubrité. Mais le cas était fréquent dans le secteur, même parfois dans les maisons de gendarmes.

## Politique et administration
| Période   | Période                  | Identité             | Étiquette | Qualité |
| --------- | ------------------------ | -------------------- | --------- | ------- |
| 1860      | 1861                     | Jean-François Veyrat | ...       | ...     |
| 1861      | 1864                     | Pierre Baudet        | ...       | ...     |
| 1864      | 1876                     | François Morard      | ...       | ...     |
| 1876      | 1881                     | Claude Perrin        | ...       | ...     |
| 1881      | 1888                     | François Magnin      | ...       | ...     |
| 1888      | 1892                     | François Clerc       | ...       | ...     |
| 1892      | 1896                     | Jean-François Veyrat | ...       | ...     |
| 1896      | 1900                     | Claude Perrin        | ...       | ...     |
| 1900      | 1912                     | Jean Veyrat          | ...       | ...     |
| 1912      | 1917                     | Alphonse Besson      | ...       | ...     |
| 1917      | 1919                     | Louis Veyrat         | ...       | ...     |
| 1919      | 1925                     | Jules Veyrat         | ...       | ...     |
| 1925      | 1929                     | Alphonse Besson      | ...       | ...     |
| 1929      | 1971                     | Marius Bocquet       | ...       | ...     |
| 1971      | 1989                     | Marius Veyrat        | ...       | ...     |
| 1989      | 2014                     | Raymond Courlet      | ...       | ...     |
| 2014      | 2020                     | Bernard Chassot      | ...       | ...     |
| juin 2020 | En cours (au avril 2021) | Jérémie Courlet      | ...       | ...     |

## Population et société
Ses habitants sont appelés les Minziéroises et les Minziérois.

### Démographie
L'évolution du nombre d'habitants est connue à travers les recensements de la population effectués dans la commune depuis 1793. Pour les communes de moins de 10 000 habitants, une enquête de recensement portant sur toute la population est réalisée tous les cinq ans, les populations de référence des années intermédiaires étant quant à elles estimées par interpolation ou extrapolation. Pour la commune, le premier recensement exhaustif entrant dans le cadre du nouveau dispositif a été réalisé en 2006.

En 2022, la commune comptait 1 058 habitants, en évolution de +5,17 % par rapport à 2016 (Haute-Savoie : +6,01 %, France hors Mayotte : +2,11 %).
| 1793 | 1800 | 1806 | 1822 | 1838 | 1848 | 1858 | 1861 | 1866 |
| ---- | ---- | ---- | ---- | ---- | ---- | ---- | ---- | ---- |
| 339  | 376  | 384  | 438  | 494  | 569  | 486  | 541  | 587  |

| 1872 | 1876 | 1881 | 1886 | 1891 | 1896 | 1901 | 1906 | 1911 |
| ---- | ---- | ---- | ---- | ---- | ---- | ---- | ---- | ---- |
| 643  | 639  | 616  | 602  | 622  | 509  | 512  | 436  | 444  |

| 1921 | 1926 | 1931 | 1936 | 1946 | 1954 | 1962 | 1968 | 1975 |
| ---- | ---- | ---- | ---- | ---- | ---- | ---- | ---- | ---- |
| 396  | 424  | 386  | 384  | 335  | 342  | 295  | 289  | 263  |

| 1982 | 1990 | 1999 | 2006 | 2011 | 2016  | 2021  | 2022  | - |
| ---- | ---- | ---- | ---- | ---- | ----- | ----- | ----- | - |
| 312  | 371  | 497  | 702  | 890  | 1 006 | 1 051 | 1 058 | - |

### Enseignement
- École élémentaire publique intercommunale du Triolet (avec les communes de Chaumont et Contamine-Sarzin).

## Économie
- Coopérative laitière du Vuache (fruitière).
- Auberge du Bar à Thym.
- La Ruine - Poterie.
- La Ferme du Crêt Joli

## Culture locale et patrimoine

### Lieux et monuments
- Église du XIXe siècle.
- Chapelle flamboyante.

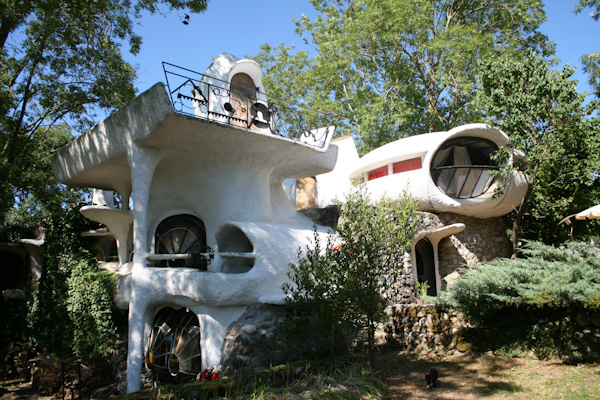
Maison bulle de Minzier.

- Château des Avenières devenu un hôtel, avec un plafond ésotérique sur tarot.
- Ancienne école publique laïque transformée en mairie, et bibliothèque municipale.
- Monument aux morts avec statue de Jeanne d'Arc.
- Monument en reconnaissance des soldats  victorieux avec statue de la Vierge à l'enfant.
- Traces « discrètes » des sentiers permettant de traverser la frontière suisse (utilisés par les protestants puis pendant la Seconde Guerre mondiale).
- Maison forte de Novéry.
- Traces archéologiques.
- La Maison Bulle de Minzier. Conçue et construite à partir de 1968 par les architectes Claude Costy et Pascal Haüsermann, une maison ronde dite maison bulle sans coffrage selon la technique du « voile de béton armé », projection de béton sur une armature en fer et grillage[15]. Cette maison abrite actuellement l'atelier de poterie de Claude Costy[16].